# .mz
.mz ist die länderspezifische Top-Level-Domain (ccTLD) des südostafrikanischen Staats Mosambik. Sie wurde am 4. September 1992 eingeführt und wird von der Fakultät für Informatik der Eduardo-Mondlane-Universität verwaltet.

## Eigenschaften
Domains werden ausschließlich auf dritter Ebene angemeldet, es stehen folgende Second-Level-Domains zur Wahl: .ac.mz, .co.mz, .org.mz, .gov.mz und .edu.mz.

## Weblink
- Offizielle Website der Vergabestelle